# Sayrite
La sayrite è un minerale.